# Paul Maistre
Pour les articles homonymes, voir Maistre.
Paul Maistre, né le 20 juin 1858 à Joinville (Haute-Marne) et décédé le 25 juillet 1922 à Paris, est un général français, grand-croix de la Légion d'honneur et médaillé militaire.
Il s'illustre durant la Première Guerre mondiale au cours de laquelle il commande successivement le 21e Corps d'Armée, la VIe Armée, la Xe Armée et le Groupe d'armées du Centre. En 1921, il est nommé Inspecteur général de l’Infanterie et termine sa carrière à ce poste.

## Biographie

### Famille
Il est le fils de Pierre Hippolyte Maistre  et de Thérèse Joséphine Adam. Il épouse à Paris, le 18 novembre 1890, une New-yorkaise nommée Maria Rosa Blanca Hermandez de Figueroa.

### Formation
« Il fait toutes ses études secondaires au Petit Séminaire de Langres, depuis la Dixième où il est entré tout petit en 1866. Il y fut un élève modeste, laborieux et persévérant...La Philosophie terminée en 1875, Paul Maistre s'élança vers la noble carrière des armes où il devait rendre tant de services à la France ». 
Il entre le 31 octobre 1877 à l’École spéciale militaire de Saint-Cyr, grâce à l’obtention d’une bourse. Il sort premier de l’École et intègre le 1er octobre 1879 le  60e régiment d'infanterie en tant que sous-lieutenant. 

### Premières affectations
Nombreuses sont les lettres de satisfaction le concernant[évasif], il grimpe ainsi très vite les échelons de la hiérarchie : lieutenant le 24 décembre 1882 au  82e RI puis au 76e RI et capitaine le 30 novembre 1887, au 45e régiment d'infanterie puis au 95e regiment d’infanterie.
Il devient chef de bataillon du 162e régiment d'infanterie, le 6 juillet 1897. Il prend ensuite la tête d’un bataillon du 90e RI puis du 82e RI.
D’octobre 1898 à février 1903, il enseigne l’histoire militaire de stratégie et de tactique générale à l’École supérieure de guerre.
Il accède au grade de lieutenant-colonel le 24 juin 1905 et intègre le 4e RI puis le 79e RI. Breveté d'état-major, il est nommé colonel le 24 juin 1909, tout d’abord au 136e régiment d'infanterie puis au 106e RI ; au cours de cette affectation, il écrit un ouvrage sur la bataille de Spicheren ; il rejoint ensuite le 43e RI.

### Première Guerre mondiale
Sa carrière prend de l’ampleur lorsqu’il est nommé général de brigade le 23 septembre 1912 et devient Chef d’État-major de la IVe Armée le 2 août 1914. Promu général de division le 14 septembre 1914, il se retrouve à la tête du 21e Corps d'Armée. Il prend ensuite le commandement de la VIe Armée le 1er mai 1917 puis de la Xe Armée, du 23 au 25  octobre 1917, qu'il emmène à la victoire de la bataille de la Malmaison dans l'Aisne, le 11 décembre 1917. Un rapport du général Pétain fait l'éloge de ses actions militaires :

« (…) en Italie, du 13 décembre 1917 au 31 mars 1918. Il a préparé, de concert avec les États-majors italiens, les plans de défense de la région entre Pavie et Brenta et à l’ouest du Brenta. Il a dirigé les opérations qui ont abouti à la prise du Mont Tomba (30 décembre), et préparé ensuite une action offensive d’ensemble sur le plateau d’Asiago.
(…) du commencement d’avril à fin-mai, la 10e Armée est établie en réserve dans la zone anglaise, (QG près Douliens). Le Général Maistre fait organiser des positions de repli, et prépare, de concert avec les EM anglais, l’intervention de la 10e Armée dans le cas d’attaques se produisant soit sur la 1re, soit sur la 2e, soit sur la 3e, soit sur la 4e Armée anglaise.
(…) le 1er juin, la 10e Armée est rappelée en zone française. Le Général Maistre prend le 2 juin, le commandement de la partie du front comprise entre l’Ourcq et la forêt de Laigle. Il dirige la défense de ce front, très violemment attaqué et l’organisation des positions de repli (2 au 17 juin 1918).
Le Général Maistre prend le 17 juin 1918 le commandement du GAN (4e, 5e et 6e Armées) devenu peu après GAC
Préparation de la bataille défensive, conduite de cette bataille du 15 au 19 juillet (4e, 5e et 9e Armées).
Contre-offensive des 5e et 9e Armées et poursuite jusqu’à la Vesle (20 juillet – 3 août).
Préparation des opérations offensives engagées : le 26 septembre en Champagne, par la 4e Armée ; le 30 septembre sur la Vesle, par la 5e Armée en direction générale de Mézières. Conduite de ces opérations ; enlèvement successif des positions ennemies en Champagne ; le 12 octobre, la 4e Armée atteint l’Aisne ; à la même date, la 5e Armée franchit cette rivière et rejette l’ennemi sur la position Hunding.
(…) Le Général Maistre reçoit en outre pour mission de coordonner les opérations de la 4e Armée française avec la 1re Armée US engagée à sa droite.
Exécution des attaques à partir du 1er novembre. Le 3, l’Argonne est dégagée, la 1re Armée US et la 4e Armée française progressent vers la Meuse, la 5e Armée franchit la Hunding Stellung.
Poursuite de l’ennemi par les 3 Armées, qui en novembre, atteignent la Meuse (…) »

### Après guerre
Après ces nombreuses batailles, il est nommé le 12 février 1919, Inspecteur général des 1re, 3e et 4e Armées puis Président de la Commission supérieure de la Défense le 29 mai 1919. Un rapport en date du 9 août 1919, émanant du Ministre de la Guerre, Clemenceau, lui demande d’effectuer une mission d’inspection de la 10e Région :

« J’ai l’honneur de vous faire connaitre que vous êtes désigné pour effectuer une mission d’inspection dans la 10e Région.
Cette mission a le même but que celle dont vous avez été dernièrement chargé dans la 18e Région. Ce but vous a été défini par ma lettre n° 4314-3/11, du 3 juin.
Vous m’adresserez en double expédition, sous les timbres du Cabinet du Ministre et du 3e Bureau I de l’État-major des armées un rapport détaillé sur votre mission quand elle sera terminée et vous me soumettrez en outre sans délai toutes questions qui vous sembleraient nécessiter une solution immédiate.
À votre rapport seront joints des extraits destinés à chaque SSE, Direction d’arme ou Bureau de l’État-major des armées.
Les voitures automobiles dont vous pourrez avoir besoin seront mises à votre disposition par les soins de la sous-direction du Service automobile (Cabinet du Directeur) qui avisera la 10e Région d’avoir à vous les fournir dans les conditions que vous indiquerez.
Vous consacrerez à votre mission dans la 10e Région tout le temps que vous jugerez nécessaire à son accomplissement.
Ci-joint l’annexe précisant les points sur lesquels est appelée votre attention. »

Il est élevé à la dignité de grand-croix de la Légion d'honneur le 16 juin 1920.
Le 9 février 1921, il est nommé Inspecteur général de l’Infanterie. 
Il meurt le  25 juillet 1922 à Paris, âgé de 64 ans. 
Il est décoré de la médaille militaire, la plus haute distinction pour un officier général, le lendemain de sa mort.
De nombreux militaires notables font part de leurs condoléances à l’Armée française, par exemple ce rapport du général Pershing daté du 5 août 1922 :

« Suis profondément attristé d’apprendre la mort du Général Maistre. Il sera regretté par ses nombreux amis dans l’Armée américaine qui se souviennent des éminents services qu’il a rendus. Veuillez exprimer au Ministre de la Guerre ma sympathie pour la perte que subissent la nation française et son armée. Veuillez également présenter mes condoléances à sa famille éprouvée et lui exprimer ma sympathie. »

## Grades
- Élève de Saint-Cyr de 1879 à 1881 - Major de la Promotion Des drapeaux.
- 1er octobre 1881 : Sous-lieutenant
- Nommé Lieutenant « au choix ».
- 30 novembre 1887 : Capitaine
- 6 juillet 1897 : Chef de bataillon
- 24 juin 1905 : Lieutenant-colonel
- 1er octobre 1909 : Colonel
- 23 septembre 1912 : Général de brigade.
- 14 septembre 1914 : Général de division à titre temporaire.
- 27 octobre 1914 : Général de division
- 27 juillet 1920 : Général de division maintenu exceptionnellement en activité au-delà de la limite d'âge.

## Postes
- 1909-1912 : Chef de corps du 106e régiment d'infanterie de Châlons-sur-Marne puis du 43e RI.
- 09/08/12-02/08/14 : membre du Comité technique d'État-Major.
- 02/08/14-12/09/14 : chef d'état-major de la IVe Armée.
- 12/09/14-01/05/17 : commandant du 21e Corps d'Armée puis 08/03/16 groupement Maistre puis 20/03/16 21e Corps d'Armée.
- 4/05/17-11/12/17 : commandant de la VIe Armée.
- 11/12/17-10/06/18 : commandant de la Xe Armée.
- 14/02/18-31/03/18 : commandant des Forces Françaises en Italie.
- 10/06/18-12/02/19 : commandant du groupe d'armées du Nord puis le 06/07/18 du groupe d'armées du Centre.
- 12/02/19-06/06/19 : inspecteur général d'armées (1, 3 et 4 armées).
- 29/05/19-23/01/20 : président de la Commission supérieure de défense.
- 30/01/20-25/07/22 : membre du Conseil Supérieur de la Guerre.
- 09/02/21-25/07/22 : inspecteur général de l'Infanterie.

## Distinctions et honneurs

### Décorations françaises
- Médaille militaire (26 juillet 1922) - à titre posthume
- Grand-croix de la Légion d'honneur (16 juin 1920)[3]
  -  Grand officier de la Légion d'honneur (9 novembre 1917)
  -  Commandeur de la Légion d'honneur (10 avril 1915)
  -  Officier de la Légion d'honneur (31 décembre 1913)
  -  Chevalier de la Légion d'honneur (11 juillet 1901)
- Croix de guerre 1914–1918 avec 4 palmes
- Officier d'académie
- Médaille interalliée de la Victoire
- Médaille commémorative de la guerre 1914–1918

### Décorations étrangères
- Army Distinguished Service Medal ( États-Unis), 1919[4]
- Chevalier commandeur de l’Ordre du Bain (Royaume-Uni)

- Grand-Croix de la Couronne de Roumanie ( Roumanie), 19 octobre 1917
- Ordre de Saint-Georges de IVe classe ( Russie), 29 janvier 1917
- Grand officier de l'ordre des Saints-Maurice-et-Lazare ( Italie), 23 février 1920

- Grand cordon de l'ordre du Soleil levant ( Japon)
- Grand-Croix de l'Ordre du mérite militaire ( Espagne)
- Croix de guerre avec 1 palme ( Belgique), 26 février 1920
- Croix du Mérite de guerre ( Italie), 11 juin 1920

### Hommages
- La caserne Neufchâtel à Reims a été détruite pendant la Première Guerre mondiale et reconstruite. En avril 1930, le 106e régiment d’infanterie y prend ses quartiers. En juin 1930, la caserne est baptisée caserne Maistre
- L'avenue du Général-Maistre (Paris), le boulevard du général Maistre (Nœux-les-Mines) et l'impasse du général Maistre (Saint-Dizier) nommée en son honneur[5],[6]